# Коритово (Хощенський повіт)
Коритово (пол. Korytowo) — село в Польщі, у гміні Хощно Хощенського повіту Західнопоморського воєводства.
Населення — 490 осіб (2011).
У 1975-1998 роках село належало до Гожовського воєводства.

## Демографія
Демографічна структура станом на 31 березня 2011 року:
|          | Загалом | Допрацездатний вік | Працездатний вік | Постпрацездатний вік |
| -------- | ------- | ------------------ | ---------------- | -------------------- |
| Чоловіки | 255     | 71                 | 169              | 15                   |
| Жінки    | 235     | 56                 | 137              | 42                   |
| Разом    | 490     | 127                | 306              | 57                   |